# Tratado de Baiona (1388)
O Tratado de Baiona foi um acordo firmado em Trancoso e finalizado e ratificado em Baiona, já em 1388, entre João I de Castela por um lado e João de Gante, duque de Lencastre, e a sua esposa Constança de Castela por outra. Nele se punha fim ao conflito sucessório castelhano provocado pela deposição de Pedro I de Castela por Henrique II de Castela.
No tratado estipulava-se o matrimónio dos herdeiros de ambas as partes: Henrique (filho de João) e Catarina (filha de João de Gante). Ambos receberiam o título de príncipes das Astúrias e sucederiam a João I, reunindo ambas as linhagens na pessoa dos seus herdeiros. Além disso, deveriam ser postos em liberdade todos os filhos de Pedro I que ainda estivessem na prisão, e aqueles que estivessem exilados poderiam regressar a Castela. O tratado previa ainda a obrigação do pagamento pelo rei de Castela duma indemnização de 600 000 de ouro aos Lencastre, que foi efetivada no mesmo ano.
O casamento dos herdeiros concretizou-se, mas nem todos os filhos de Pedro foram postos em liberdade; sabe-se que João de Castela permaneceu preso em Sória até à sua morte.